# Hahó, Öcsi!
A Hahó, Öcsi! 1971-ben bemutatott, Török Sándor egyik gyerekkönyvéből készült magyar film, Kovács Krisztián főszereplésével.

## CSelekmény
|  | Alább a cselekmény részletei következnek! |

A Balogh család legfiatalabb tagját, Öcsit mindig apró csínytevésen érik. Nincs ez másképp a reggeli készülődésnél sem, ezért bezárják a fürdőszobába. Itt megjelenik Kököjszi és Bobojsza, a két mesebeli törpe, akik Öcsi segítségére lesznek. Ő elhatározza, hogy elmegy szerencsét próbálni, és időt szerez a szülei számára, akik mindig rohannak. Ám hiába megy el az Óragyárba, ott nem tudnak segíteni neki. Végül azonban eljut Bergengócia királyához, és a hétfejű sárkánnyal is megvív. A két törpe letartóztatja a Balogh családot, és Öcsi megmenti családját a halálos ítélettől.
|  | Itt a vége a cselekmény részletezésének! |

## Szereplők
- Kovács Krisztián (Balogh Öcsi)
- Kiss Manyi (Balogh nagymama)
- Koncz Gábor (Apa)
- Szakács Eszter (Anya)
- Laluja Ferenc (Gyuszi)
- Kassai Tünde (Ági)
- Peti Sándor (Postás)
- Zenthe Ferenc (Zöldséges)
- Sinkovits Imre (Kukás I.)
- Alfonzó (Kukás II.)
- Avar István (Kukás III.)
- Körmendi János (Óragyári mérnök I.)
- Zentay Ferenc (Óragyári mérnök II.)
- Máriáss József (Óragyári mérnök III.)
- Kautzky József (Férfi az óragyárnál)
- Bárdy György (Körhintás)
- Kovács István (Király)
- Piros Ildikó (Királyné)
- Básti Lajos (Bölcsek Bölcse)
- Ferencz László (Bölcs I.)
- Szendrő József (Bölcs II.)
- Dégi István (Bölcs III.)
- Garas Dezső (Írnok)
- Csákányi László (Hoppmester)
- Pécsi Sándor (Főtörzsőrmester)
- Márkus László (Kököjszi (hang))
- Szabó Gyula (Bobojsza (hang))
- Bessenyei Ferenc (Sárkány (hang))